# Anthoxanthum odoratum L.
Мирисавка (Anthoxanthum odoratum L.) је вишегодишња биљка из породице трава (Poaceae).

## Oпис врсте
Корен је добро разгранат. Листови су линеарни. Цветови су скупљени у издужене класолике метлице. Плод је овијеним пљевицама. Биљка Мирисавка може нарасти до 50 cm висине. У прошлости се користила за ароматизирање дувана, парфема, пића и одеће.
Распострављена је на подручју Европе и Азије. Расте на ливадама, пашњацима, травњацима и шумаma. Мирисна је поготово када се осуши налик на свеже сено.
Мирисавка познатија као слатка трава која је изворна по киселим травњацима у Евроазији. Због слатког мириса расте као трава и кућна биљка, али може се наћи и на нетакнутим пашњацима и ливадама. Зелени листови ширине 3-5 мм, благо длакави. Мирис је посебно јак када се осуши - мирише на свеже сено с нотом ваниле. Семенска глава је светложуте боје.
Висина цвета је од 30 до 50 центиметара. Боја је обично тамно смеђа може се наћи пример у природи. Станиште захтева да буде поред воде отпорна је на хладнођу и захтева сунчеву енергију.

## Врсте
1. Anthoxanthum aethiopicum
2. Anthoxanthum amarum
3. Anthoxanthum arcticum
4. Anthoxanthum aristatum
5. Anthoxanthum australe
6. Anthoxanthum borii
7. Anthoxanthum brevifolium
8. Anthoxanthum brunonis
9. Anthoxanthum cupreum
10. Anthoxanthum davidsei
11. Anthoxanthum dregeanum
12. Anthoxanthum ecklonii
13. Anthoxanthum equisetum
14. Anthoxanthum flexuosum
15. Anthoxanthum fraseri
16. Anthoxanthum fuscum
17. Anthoxanthum glabrum
18. Anthoxanthum gracile
19. Anthoxanthum gunckelii
20. Anthoxanthum hookeri
21. Anthoxanthum horsfieldii
22. Anthoxanthum japonicum
23. Anthoxanthum juncifolium
24. Anthoxanthum khasianum
25. Anthoxanthum laxum
26. Anthoxanthum madagascariense
27. Anthoxanthum mexicanum
28. Anthoxanthum monticola
29. Anthoxanthum nipponicum
30. Anthoxanthum nitens (Weber)
31. Anthoxanthum nivale K.Schum.
32. Anthoxanthum novae-zelandiae
33. Anthoxanthum occidentale
34. Anthoxanthum odoratum L., obična mirisavka
35. Anthoxanthum ovatum
36. Anthoxanthum pallidum
37. Anthoxanthum pluriflorum
38. Anthoxanthum potaninii
39. Anthoxanthum pusillum
40. Anthoxanthum quebrada
41. Anthoxanthum racemosum
42. Anthoxanthum rariflorum
43. Anthoxanthum recurvatum
44. Anthoxanthum redolens
45. Anthoxanthum repens
46. Anthoxanthum sikkimense
47. Anthoxanthum spicatum
48. Anthoxanthum submuticum
49. Anthoxanthum tibeticum
50. Anthoxanthum tongo
51. Anthoxanthum utriculatum
52. Anthoxanthum wendelboi
53. Anthoxanthum × zinserlingii